# Comuna Ormož
Ormož (Občina Ormož) este o comună din Slovenia, cu o populație de 17.095 de locuitori (2002).

## Localități
Bresnica, Cerovec Stanka Vraza, Cvetkovci, Dobrava, Dobrovščak, Drakšl, Frankovci, Gomila pri Kogu, Hajndl, Hardek, Hermanci, Hujbar, Hum pri Ormožu, Ivanjkovci, Jastrebci, Kajžar, Kog, Krčevina, Lačaves, Lahonci, Lešnica, Lešniški Vrh, Libanja, Litmerk, Loperšice, Lunovec, Mala vas pri Ormožu, Mali Brebrovnik, Mihalovci, Mihovci pri Veliki Nedelji, Miklavž pri Ormožu, Ormož, Osluševci, Pavlovci, Pavlovski Vrh, Podgorci, Preclava, Pušenci, Ritmerk, Runeč, Senešci, Sodinci, Spodnji Ključarovci, Stanovno, Strezetina, Strjanci, Strmec pri Ormožu, Šardinje, Trgovišče, Trstenik, Veličane, Velika Nedelja, Veliki Brebrovnik, Vičanci, Vinski Vrh, Vitan, Vodranci, Vuzmetinci, Zasavci, Žerovinci, Žvab